# Jardines botánicos de la universidad de Hawái campus de Hilo
El University of Hawaiʻi at Hilo Botanical Gardens (Jardines botánicos de la universidad de Hawái campus de Hilo) es un jardín botánico y palmetumuniversitario de 0.1 km² (33 acres) de extensión que se ubica en el campus de la Universidad de Hawái en Hilo, isla de Hawái, Hawái. 

## Localización
University of Hawaiʻi at Hilo Botanical Gardens, 200 West Kawili Street Hilo, Hawaii county, Hawaii HI 96720 United States of America-Estados Unidos de América.
Planos y vistas satelitales.19°54′13″N 155°8′7″O / 19.90361, -155.13528
Los jardines se encuentran abiertos todos los días visitables sin cargo alguno. 

## Historia
Estos jardines se encuentran en desarrollo y expansión desde 1941, fecha de la fundación del "Hawaiʻi College". 
Sus colecciones de plantas vivas sirven como laboratorio y material de trabajo en varias de sus facultades entre ellas la facultad de Farmacia.

## Colecciones
Los jardines botánicos albergan una de mejores colecciones de cycas colecciones de Hawái, con cerca de un centenar de especies de África, China, América del Norte, Centroamérica y Australia. 
También contiene palmeras de todo el mundo, con una colección casi completa de las palmas hawaianas incluyendo a la palma en peligro de extinción Loʻulu.